# Grandes Nuits de Sceaux
Les Grandes Nuits de Sceaux est un ensemble de fêtes et divertissements donnés par Louise-Bénédicte de Bourbon-Condé (1676-1753) en son château de Sceaux entre 1705 et 1753.

## Historique
La duchesse du Maine avait pris l'habitude de donner des bals masqués pour le Mardi Gras dans les années 1705-1706. Puis, souffrant d'insomnies, elle obligeait son entourage à s'occuper d'elle. Elle devint l'inspiratrice, l'instigatrice, mais aussi l'actrice et la dédicataire de ces divertissements nocturnes, entourée d'une cour de fidèles et dévoués serviteurs.
Elle demande à son voisin, Nicolas de Malézieu, ancien précepteur du duc du Maine de lui organiser des fêtes, puisqu'il en organise de si belles à Châtenay en 1699. Il devient ainsi l'intendant de ses spectacles et va lui écrire plusieurs pièces, jouant lui-même aux côtés de la duchesse. Les fêtes se succèdent au château de Clagny, Versailles et à Sceaux, au Pavillon de l'Aurore.
Entre 1703 et 1706, Malézieu réalise des comédies-ballets avec le musicien Jean-Baptiste Matho. La duchesse, dans ses nuits costumées, accueillait des artistes, hommes et femmes de lettres qu'elle pouvait tyranniser à volonté. La plus grande partie étant chevaliers de l'Ordre de la Mouche à Miel.
Les seize Grandes Nuits de Sceaux eurent lieu entre avril 1714 et 1715 sous la responsabilité de Jean-Joseph Mouret, surintendant de la musique de Sceaux, et de Marchand, le principal compositeur des Nuits de Sceaux, pour fêter l'élévation de son époux au rang de prince du sang (23 juillet 1714). Elles reprendront petit à petit après son retour de prison en 1722 (à la suite de la conspiration de Cellamare) et deviendront de plus en plus grandioses entre 1729 et 1731, avec illuminations et feux d'artifice et pièces de théâtre. Voltaire, à la suite d'une brouille, ne reviendra à Sceaux qu'en 1750.
On y trouve d'autres musiciens : Bernier, Colin de Blamont, Bourgeois et des danseurs comme Claude Ballon avec sa partenaire Françoise Prévost.

## Les Fêtes
Un roi et une reine étaient désignés pour présider et organiser la soirée et devaient en principe en supporter les frais. Les divertissements, composés de trois intermèdes à partir de la IVe Nuit, mêlaient théâtre, musique et danse.
- 1700 - L'Hymen champêtre, divertissement de Delalande
- 1704 - le 24 ou 29 octobre - Ode à la louange du roi, de Delalande, devant Louis XIV à Sceaux
- 1705 - septembre - Les Divertissements de Sceaux, livret de Dancourt
- 1714 - 31 juillet - Iere Grande Nuit, La Déesse de la Nuit, texte de Malézieu, musique de Mouret ; Roi de la Nuit : Abbé de Vaubrun
- 1714 - IIe Grande Nuit - Les Joueurs de brelan : cinq joueurs sont assis à une table de brelan, dont l'habit représente le jeu de chacun. Roi et Reine de la Nuit : Président de Mesmes et la Duchesse du Maine
- 1714 - IIIe Grande Nuit - Apollon ou le Dieu du Jour, cantate texte de Roy, musique de Bernier - Roi et Reine de la Nuit : Président de Mesmes et Mlle de Montauban (Apollon, Comus, La Nuit)
- 1714 - IVe Grande Nuit - Jeu de Quilles, un jeu de quilles animées se plaignent de ne pas être admises aux divertissements des Grandes Nuits. - Dialogue d'Hespérus et l'Aurore, texte de l'abbé Genest, musique de Marchand le fils : Hespérus et l'Aurore dialogue dialoguent sur le combat du jour et de la nuit. - Ambassade du Groëland : des petits garçons vêtus de fourrures offrent à la duchesse la souveraineté de leur pays. Roi et Reine de la Nuit : Mr de Malézieu fils et Mlle de Langeron.
- 1714 - août - Ve Grande Nuit - Zéphire et Flore, divertissement de Nicolas de Malézieu, musique de Mouret. - Le Lutin de Sceaux, texte de Nicolas de Malézieu, musique de Mouret : le sommeil, chassé du château par les jeux d'une illustre société, cherche asile dans le Pavillon de l'Aurore, où il est poursuivi par le Lutin de Sceaux. - Vertumme et Pomone texte de l'abbé Genest, musique de Marchand, fils. Roi et Reine de la Nuit : Président du Mesmes, Duchesse du Maine.
- 1714 - septembre - VIe Grande Nuit - Le Sabbat, divertissement de Pralardeu, musique de Mouret - Thalie et Melpomène, texte de l'abbé Genest - Les produits rares des quatre parties du monde texte de l'abbé Pellegrin, musique de Marchand fils. Roi et Reine de la Nuit : Comte de Langeron, duchesse de Rohan.
- 1714 - septembre - VIIe Grande Nuit - Les Champs-Élysées, livret de Néricault Destouches.
  - Premier intermède (Mr de Gavaudun[1] et Madame de Croissy, Roy et Reine, les vers sont de Mr de Gavaudun et la musique de Jean-Joseph Mouret) : "La Découverte d'un nouvel Astre". Des savants viennent consulter Mr de Malézieu sur l'apparition d'un nouvel astre et le prient de le renseigner.
  - Second intermède (Les vers sont de Mr Mallet et la musique de Mr François Colin de Blamont) : Des chercheurs de trésors viennent à Sceaux, engagés par un oracle de Merlin, qui après un travail inutile, leur explique que le véritable trésor qu'il leur avait promis, était les regards favorables de la Princesse. "Les Loups-garous fous" (texte de Mallet, musique de Marchand fils) : des loups-garous devenus fous accourent à Sceaux où la raison leur revient sous une bienfaisante influence. Roi et Reine de la Nuit : Marquis de Gavaudun et Madame de Croissy.
- 1714 - VIIIe Grande Nuit - "Minerve et les Hiboux" texte de La Force, musique de Bernier - "Thétis et Pelée", parodie de Roy, Mercure, l'Aurore et les Muses, cantate, texte de Roy, musique de Bernier. Roi et Reine de la Nuit : Duc de La Force et la Marquise de Charost.
- 1714 - septembre - IXe Grande Nuit - "L'Amour piqué par une abeille", divertissement sur un texte de Mr de Caumont et Destouches, musique de Mouret : Mr de Caumont descend les Champs Elysées où l'Ombre d'Anacréon lui suggère une scène sur l'Amour piqué par une abeille. L'Amour endormi est piqué par une mouche à miel et veut les exterminer, mais Vénus lui rappelle qu'une divinité adorée en a fait son emblème. Amour prend les abeilles sous sa protection, et convie des Amours et des Grâces à divertir la reine des lieux. - "Le Roi consulte un magicien", divertissement de Mr de Caumont, musique de Mouret. "Pièce italienne" - "Épilogue à louange de l'auguste Ludovise" - "Les Amours de Ragonde", texte de Néricault Destouches, musique de Mouret, comédie lyrique. Roi et Reine de la Nuit : Mr de Caumont, la duchesse de Brassac.
- 1714 - octobre - Xe Grande Nuit - "Les Egyptiennes", texte de Roy, musique de Marchand fils, : trois égyptiennes offrent de dire la bonne aventure. elles font la louange de la châtelaine et de ses hôtes. Divertissement "L'Alchimiste", texte de Roy, musique de Mouret : des gens viennent consulter un alchimiste - "Le Palais d'Urgande", divertissement de Mr de Roy, musique de Mouret avec des chanteurs de l'Opéra : le chevalier de La Lune vainc celui du Soleil en lui montrant le portrait de la Princesse Urgande. - Roi et Reine de la Nuit : Mr de Castelblanque et Madame de Chambonas.
- 1714 - octobre - XIe Grande Nuit - "Le Comte de Gabalis et les peuples élémentaires", texte de Godard de Beauchamps, musique de Bourgeois, chorégraphie de Ballon : Gabalis expose ses idées philosophiques, puis invite les peuples élémentaires (gnomes, ondins, nymphes, sylphes, salamandres) à rendre hommage à la duchesse (acte. I) ; un adepte de la Cabale veut s'élever au rang de Sage, il est marié à une sylphide qui acquiert ainsi l'immortalité (acte.II). Roi et Reine de la Nuit : Mr de Romanet et la duchesse de Nevers.
- 1714 - 22 novembre - XIIe Grande Nuit - "La Fête de la nymphe Lutèce", divertissement de Néricault Destouches avec un autre divertissement de l'auteur en trois parties, musique de Mouret : Le Mystère et les fêtes de l'Inconnu - Astrée - Eclogue - Musique de Mouret, Marchand et Destouches. -Le Mystère et ses suivants, texte de Destouches, musique de Mouret. - Astrée et ses nymphes Aglaure et Cydippe, texte de Destouches, musique de Mouret - Cérès et les Moissonneurs, texte de Destouches, musique de Marchand fils. Reine de la Nuit : duchesse du Maine.
- 1714 - le 2 décembre - XIIIe Grande Nuit - Le Mariage de Ragonde et de Colin ou La Veillée de Village, Opéra ballet, texte de Destouches, musique de Mouret[2] -Les Lutins - Les Noces et le charivari, La soirée de village, Divertissements en musique, Néricault Destouches et Jean-Joseph Mouret. Roi de la Nuit : Abbé de Vaubrun.
- 1714 - décembre - XIVe Grande Nuit -
  - la Ceinture de Vénus, texte de Houdar de la Motte, musique de Mouret : Vénus, désespérée d'avoir perdu la ceinture qui lui assure l'empire absolu sur les hommes, s'adresse à Apollon pour la retrouver.
  - Apollon et les Muses, texte de Houdar de la Motte, musique de Mouret : Melpomène présente des héroïnes de tragédie : Andromaque, Iphigénie, Pénélope et Monime. Apollon danse une pantomime extraite de la tragédie d’Horace, danse mimée par Balon et Françoise Prévost (le meurtre de Camille par Horace). Pour la première fois, un opéra comporte une danse mimée.
  - Bergers et bergères ou Apollon et les Muses, texte de Houdar de la Motte, musique de Mouret : la suite d'Apollon danse, puis la suite de Momus, Scaramouche donne à Arlequin le ceinture de Vénus, ornée de grelots dont le bruit surprend Arlequin et Polichinelle. Arlequin et Polichinelle se battent. Organisée par l'Abbé d'Auvergne, Houdar de la Motte et Mouret. Roi de la Nuit : Abbé d'Auvergne.
- 1715 - 2 mai 1715 XVe Grande Nuit - La Grande Nuit de l'Éclipse divertissement organisé par Nicolas de Malézieu, musique de Mouret, trois intermèdes : les planètes Saturne, Jupiter, Mars, Vénus, Mercure, se félicitent à tour de rôle de la faveur que la duchesse accorde à la nuit sur le jour et qui fournit enfin aux astres du ciel d'autres fidèles servants que les astronomes. Roi et Reine de la Nuit : Duc du Maine et Rose Delaunay.
- 1715 - XVIe Grande Nuit - La Comédie, Les Ris dressent un théâtre pour une comédie jouée par la duchesse du Maine, elle-même. - L'Engouement (publiée en 1756) - - Le Jeu, les jeux personnifiés apportent des tables et le nécessaire pour jouer. La Toilette, divertissements de Rose Delaunay : les grâces préparent une toilette en dansant - Le bon goût réfugié à Sceaux, texte musique de Rose Delaunay.
- 1718 - 27 décembre - L'amante capricieuse, comédie en cinq actes d'Autreau, avec des divertissements de Mouret, reprise le surlendemain en trois actes et un prologue.
- 1725 - La Mode de Rose Delaunay
- 1748 - La Prude, de Voltaire

## Aujourd'hui
Pour perpétuer l'esprit des fêtes du XVIIIe siècle et de la musique baroque, la ville de Sceaux organise depuis quelques années les Petites Nuits de Sceaux, avec la participation de nombreux musiciens de talent.

### Discographie
- Mouret, Les Amours de Ragonde, CD, Marc Minkowski & les Musiciens du Louvre, Erato, 2292-45823-2, 1962[3]
- Nicolas Bernier, Les Nuits de Sceaux, par les Folies Françoises sous la direction de Patrick Cohen-Akenine, Les Chantres du Centre de Musique Baroque de Versailles et Catherine Méchaly. 32 titres.